# D 150 (Türkei)
Die Straße D 150 (Devlet yolu 150) ist eine insgesamt 79 km lange Straße in der Türkei.

## Verlauf
Die Straße beginnt in im Westen in Orhangazi an der Straße D 575 und der Autobahn Otoyol 5 und folgt dem Nordufer des İznik Gölü (İznik-Sees), teilweise gemeinsam mit der Straße D 595, in die Stadt İznik, in der sich die D 595 wieder trennt und nach Süden abbiegt. Die D 150 setzt sich nach Osten fort und trifft in Mekece auf die Fernstraße D 650.
Der zweite Teil der D 150 zweigt 26 weiter östlich in Alifuatpaşa von der D 650 nach Südosten ab und führt an Geyve vorbei nach Taraklı, wo sie an der D 160 endet.